# یواس‌اس هورنت (۱۸۶۵)
یواس‌اس هورنت (۱۸۶۵) (به انگلیسی: USS Hornet (1865)) یک کشتی بود که طول آن ۲۴۲ فوت (۷۴ متر) بود. این کشتی در سال ۱۸۶۴ ساخته شد.